# Holotrichia scrobipennis
Holotrichia scrobipennis är en skalbaggsart som beskrevs av Brenske 1899. Holotrichia scrobipennis ingår i släktet Holotrichia och familjen Melolonthidae. Inga underarter finns listade i Catalogue of Life.